# Google Latitude
Google Latitude was een dienst die door Google ontwikkeld is. Latitude stond de gebruiker van een mobiele telefoon of computer toe om diens locatie te delen. Via zijn of haar eigen Google-account werd de locatie van het apparaat op Google Maps gezet. De gebruiker kon de nauwkeurigheid en detaillering bepalen van wat de andere gebruikers kunnen zien. Het was bijvoorbeeld mogelijk de precieze locatie door te geven, of om enkel de stad door te geven. Het was ook mogelijk een handmatig een locatie in te voeren. Gebruikers konden enkel de locatie zien van vrienden die dit aan je toestaan, of op stadsniveau via Google Talk door loc:on als status op te geven.
In 2005 heeft Google Dodgeball verworven. Deze service bood via sms vergelijkbare faciliteiten aan haar gebruikers. Door middel van Google Latitude is deze service uitgebreid naar pc's. Er wordt gebruikgemaakt van IP-adressen en geautomatiseerde locatie detectie op mobiele telefoons door gebruik te maken van de Cell-ID, Cellular Positioning en gps en omringende wifi-netwerken.

## Overige diensten
Van het eigen Google-account is een historie op te vragen (in een webbrowser), waarmee is terug te zien waar de gebruiker is geweest. Van 500 positiepunten (in de praktijk is dit 1 à 2 dagen) kan op de kaart worden afgespeeld waar de gebruiker door de tijd heen was. Tevens is het mogelijk om handmatig verkeerde of ongewenste meetpunten te verwijderen. 
In januari 2011 heeft Google de dienst Places toegevoegd, waarmee het mogelijk is om op bepaalde plaatsen "in te loggen", wanneer je met de Latitude-dienst ergens komt. Dit kan handmatig worden gedaan, maar ook automatisch, wanneer de gebruiker op een bepaalde plaats regelmatig komt. 

## Stopzetting
Op 10 juli 2013 kondigde Google aan dat Latitude op 9 augustus 2013 wordt stopgezet. Een officiële Google blog vermeldt dat functionaliteit die vergelijkbaar is met die van Latitude, wordt toegevoegd aan Google+. In de Android app kan van mensen die hun locatie delen hun locatie op de kaart worden gezien, waarmee deze functie inderdaad lijkt op de functionaliteit die Google Latitude gaf. 
Nadat Google+ ook ter ziele is gegaan, is de functionaliteit onderdeel geworden van Google Maps als tijdlijn. 